# Carolina Darias San Sebastián
Carolina Darias San Sebastián (Las Palmas de Gran Canaria, 25 november 1965) is een Spaans politica en hogefunctionaris in de regionale regering van de Canarische Eilanden. Sinds 27 januari 2021 is zij minister van volksgezondheid van Spanje in de tweede regering Sánches tijdens de veertiende legislatuur. Zij nam deze functie op zich tijdens de coronacrisis. 

## Levensloop
Darias heeft rechten gestudeerd aan de Universiteit van La Laguna. Later is ze in dienst getreden van de regionale regering van de Canarische Eilanden waar ze uiteindelijk hogefunctionaris is geworden. 

### Regionale politiek
Na gemeenteraadslid te zijn geweest in Las Palmas de Gran Canaria van 1999 tot 2004, is ze van 2004 tot 2008 ondervertegenwoordigster van de centrale regering. Van 2007 tot 2008 is ze bovendien korststondig parlementslid in het regionale parlement van de Canarische Eilanden. Daarna heeft ze een ambtelijke functie op het terrein van ruimtelijke ordening, en van 2008 tot 2011 is ze daarnaast ook vertegenwoordiger van de centrale regering op de Canarische Eilanden. Ze verlaat deze functie om kandidaat te worden voor het presidentschap van de eilandraad van Gran Canaria, waar ze overigens niet in slaagt zodat ze fractievoorzitter van de PSOE wordt. 
In 2015 wordt ze opnieuw verkozen in het regionale parlement van de Canarische Eilanden, waarvan ze deze keer de eerste vrouwelijke voorzitster wordt. Dit blijft ze tot 2019, als ze regionaal minister van economie, kennis en werkgelegenheid wordt onder Ángel Víctor Torres, totdat ze in 2020 de sprong maakt naar de nationale politiek. 

### Ministerschap
In januari 2020 wordt bekend dat ze minister van territoriale politiek en overheidsdiensten zou worden in de tweede regering-Sánchez. Omdat ze in die functie verantwoordelijk is voor de communicatie tussen verschillende overheidsinstanties en bestuursniveaus, verschijnt ze na het uitbreken van de coronacrisis in 2020 steevast aan de zijde van minister van volksgezondheid Salvador Illa Roca. Als deze zijn ministerspost verlaat om als lijsttrekker van de PSC deel te gaan nemen aan de regionale Catalaanse verkiezingen in 2021, wordt ze op dat departement gezet. 